# プロポーズ大作戦 (バラエティ番組)
『プロポーズ大作戦』（プロポーズだいさくせん）は、1973年4月2日から関西ローカルで放送開始し（一部局に番組販売）、その後は1975年12月2日より全国ネットに昇格。NETテレビ → テレビ朝日系列で1985年3月26日まで、毎週火曜日の22:00 - 22:54（JST）に放送した朝日放送（ABCテレビ）制作のバラエティ番組。司会は横山やすし・西川きよしが務めた。

## 番組概要
スタート当初は関西ローカルの深夜番組（30分枠）だったが、一部のTBS系列局や関東の独立U局に番組販売ネットされていた。この当時ABCはTBS系列だったが、TBSでの放送はなかった（TBSが余りにも関西の色が強すぎると同局での放送及び全国ネット化に難色を示したという）。
その後、1974年1月から45分に拡大されたが、番販ネット局向けに30分版も用意された。
1975年3月31日からの毎日放送（MBS）とのネットチェンジ（腸捻転解消）により、テレビ朝日（当時・日本教育テレビ=NET）系列に移行した後、1975年12月2日から同系列を中心に全国ネット化、プライムタイム枠に昇格して放送され、放送時間も1時間に拡大された。
キダ・タローの作曲による番組テーマ音楽も視聴者に長年親しまれた。
ABCホールでの公開収録だった（年に数回は地方での公開収録も行なわれた）。
番組最高視聴率は1976年5月25日放送分の36.0%。
1985年3月26日に番組は関西ローカル時代から数えて12年間の歴史に幕を下ろした。最終回はサヨナラスペシャルと題し、過去の秘蔵映像が流され、エンディングでは、ザ・お葬式と題して、番組で使われていた小道具が特別に作られた専用ボックスに収められ、番組を締めくくった。

## レギュラー出演者
- 司会: 横山やすし・西川きよし（全期）
- サブ司会（「愛のキューピット」役）
  - 桂きん枝（現・4代桂小文枝）（ロケ企画・スタジオサブ兼任。開始 - 1979年7月[注釈 6]、1979年10月 - 1981年11月・最終回[注釈 7]）
  - 桂文福（ロケ企画・スタジオサブ兼任。 1983年10月〜終了まで）
  - 高田みづえ（主にスタジオサブ中心（稀にロケ担当を兼務の場合あり）。1982年4月 - 1984年3月まで[注釈 8]。最終回にも出演）
  - 斉藤ゆう子（現・斉藤祐子）（主にスタジオサブ中心（稀にロケ担当を兼務の場合あり）。1984年4月 - 終了まで[注釈 9]）

## 主なコーナー
番組は大きく分けて2部構成であった。なお、30分番組時代には、以下に述べる「前半」部分のみの番組だったが、45分枠に拡大した際に「後半」部分が付け加えられた。その「後半企画」で三つ目にできたのが、担当ディレクター小森成樹が命名、企画した「フィーリングカップル5vs5」であった。さらに1時間に拡大した際に、「中間」部分がそれぞれ付け加えられた。
オープニングではテーマ曲が流れる中、セット上のタイトルロゴを映してタイトルコール後、司会者にパンしてすかさず観客席にスイッチングされる。テーマ曲の演奏が終わると司会者がサンパチマイク1本（末期はそれぞれハンドマイクを持って）で漫才風のトークをしてキューピット役のきん枝（後期は高田みづえ→斉藤ゆう子と週替りのきん枝の代役→桂文福）を紹介し、きよしが改めてタイトルコールをする。その後、オープニングクレジット映像が流れる。その映像は大学のサークルなどロケ先で恋人募集中の複数の女性がメッセージを送るものであったが、末期は観客席を中心とするスタジオを映していた。

### 前半
前半は、「目当てのお相手」との出会いを求めて番組に応募してくる視聴者の依頼に答えて、スタジオでの「ご対面」を実現させるというコーナーだった。実際に番組がきっかけで2組が結婚したことが確認されている。
ここでの依頼は、「お相手」が「通勤時にいつもすれ違う」など、どこの誰かが分からないので探して欲しいというものと、「取引先の受付嬢」など、どこの誰かは分かっているが、直接告白するきっかけがないので、番組をきっかけにして気持ちを伝えたいというものに二分された。
コーナーの進行としては、最初に、司会者と依頼者がトークを行い、「見かけたきっかけ」や「お相手」に対する熱い思いなどを聞き出した後、やすしの「神の御前にて身を委ねたる、○○殿の願いを叶えたまえ〜」という台詞とともに、「お相手」がステージのカーテンから登場するというのが、基本的なパターンだった。また「お相手」の登場後には、キューピットによる「お相手」のプロフィールの紹介や、見つけ出すに至った経過の報告があった。
さらに、司会者、キューピット、依頼者、「お相手」によるトークの後、依頼者から「お相手」に対する告白タイムが設けられていた。
ただし、「情報が少なすぎる」「相手は判明したが、番組収録日までに連絡が取れなかった」「出演拒否」などの事情により、「お相手」が登場しない場合もあった。この場合には、カーテンは開かずに横からキューピットが出てきて、「経過の報告」や「出演拒否理由の説明」が行われた。また、「出演したいが、番組収録日に会場に行けない」などの場合には、キューピットが「お相手」の自宅などを訪問した風景を収録したビデオが流されることもあった。
ちなみに、番組開始から暫くは、「恋の相手」ばかりでなく、「20年前に生き別れた父親に会いたい」などという、純然たる「人探し」の依頼も受けていた。その場合、事情があって相手がカメラの前に立つことができず、カーテンを開けずにその裏で対面を果たす、ということもあった。

### 中間
中間部は様々な企画が試みられた。基本的には歌手がABCホールで歌う前の「フリ」的なコーナーであった。毎回のゲストに関するコーナーで、ゲストが街であっち向いてホイをやり、ゲストに勝った人はカードを引いて出た事を行う「スターが挑戦!アッチャムイテホイ」や、ゲストが何かやっているVTRを見せ、観客から募った3名がゲストは誰かを解答する「スターWho's Who」などが行われた。ゲストの歌の後の「フィーリングカップル5vs5」には歌手も加わり、必ず「歌手からの一問」を出した。
- なお稀に、歌手でなくコメディアンがゲストとして登場し、歌抜きで後半へ行くケースも有った。ある回では桂三枝（現・6代目文枝）がゲストとして登場したため、きよしは「なんでオッサンが出てくるんや!?」と発言した。

### 後半（フィーリングカップル5vs5（-ごたいご））
後半は「フィーリングカップル5vs5（「ごたいご」と読む）」と題され、大学生が学校対抗形式で、それぞれ男性チーム・女性チームに分かれて5人ずつ登場し、集団お見合いをさせるというコーナーである。参加者はお気に入りの相手を第一印象で選んだ上で、それぞれの個性や学校生活などについて自由に話を持つ。そして最終的に出演者の目前にある大型テーブルを使って判断をし、両想いになるとカップル成立と判断するものであった。番組初期の頃は紐くじ方式で、カップル成立か否かを判断していた。番組中期から使用されていた、ある意味番組の象徴とも言える電光掲示による大型テーブルは、番組終了まで途中リニューアルされながら使われていたが、番組終了後は倉庫に保存される事も無く解体された。なお、このコーナーは東京・大阪のネットの腸捻転解消後を機に1時間に放送時間が拡大された際に設けられたものであり、カップル不成立ジングルは『霊感ヤマカン第六感』のジングル（通称・ジョーカー坊やBGM）を使用した。
出場者の入場時には番組テーマ曲が流れる中、客席の入口よりチーム名の入ったプラカードを持ったエスコート役（当初はやすしとキューピッドだったが、末期になると男性チームは女性スタッフ、女性チームも男性スタッフに変わった）の後から出場者が登場するものであった。
カップル成立・不成立の結果を見るときは、きよしが「音楽スタート!」と叫んでから行っていたが、その前に代表者1名の結果を見るのがパターンだった。その見方は、代表者が選んだ相手に直接ラインが行く（この時やす・きよは「♪ジャ〜ンジャジャジャジャ〜ン!」と歌っていた）方式だったが、後に1人ずつラインが出る物と、一斉に放射状にラインが出るのが追加された（なお後者は、途中で意地悪く一旦止めるのがしばしば有った）。
そしてカップルが成立したら、そのカップルにインタビューをした後、「儀式」と称して男性から女性へのキスとなる。そのキスの場所は女性が決めるのだが、時によって「おまかせ」として男性の自由となる時も有った。これが好評なので、後期からは観客が「おーまかせ!!おーまかせ!!」と叫ぶ様になった。
電光掲示テーブルの導入については、紐くじ方式を引き続き使用する予定であったものが「プライムタイムに全国ネットで放送される番組で安っぽいセットを使うわけにはいかない」と考えたスタッフが予算オーバー覚悟で導入したものであり、当時の在阪局制作の番組としては異例といえるセットであったという逸話がある。また、紐くじでは引っ張った際に紐が絡むアクシデントがあり、判定の見苦しさを解消する目的もあったという。
大学対抗がメインだが、1980年 (昭和55年) の年末に放送された内容では、男子は大学生で女子は芸能人選抜チーム(松田聖子、柏原芳恵、河合奈保子、浜田朱里、研ナオコ)が出演したことがあった(ちなみに、松田聖子が女子チームキャプテン)。その時には、松田聖子、柏原芳恵、研ナオコの３人と男子大学生とのカップルが成立している。女子のタレントチームは年に一回程度放送されたが、5番の席は演出上研ナオコ、または和田アキ子であった。他に年に1回程、小学生以下の児童による「子供大会」もあり、大学対抗とは違った面白さが大人の視聴者にも好評であった他、子供達に優しく接する横山やすしの姿が見られたりした。尚、ローカル時代初期のフィーリングカップルでは社会人も出場させたが数回で終わり、フィーリングカップルといえば大学生というコーナーとした。
数年に1回、パーフェクト達成（全員、つまり5組のカップルが誕生する）があったり、全滅（5組ともカップル不成立。ボード上は破れたハートが表示される）もあった。なおカップルにはそれぞれ自転車が賞品として与えられるが、全滅の時は、2台有る自転車の内1台は観客にその場で抽選して与え、もう1台は視聴者行きとなった。その時は、必ず葉書に司会者が言う「合い言葉」を書く事になっていた（「合い言葉」を書かないと無効）。
中期期になると、途中で「体力測定」と称し、チーム全員が様々な体力ゲームを行ったVTRが流された。

## 映像の保存状況
番組が放送された昭和50年代はVTRテープがまだ2インチ規格で高価・操作煩雑だったうえ、著作権法の影響、何よりも視聴者参加型番組だったことなどで番組の資料保存が大きく制約されていたことから、放送された番組の映像で、現存しているものは20-30本（回）程度である。

## 備考
- 対面のコーナーで、依頼者のどんな曖昧な情報からでも目的の人物を見つけ出す手法が、後の『探偵!ナイトスクープ』に生かされたと言われている。
- 本番組をネットしなかったTBSだが、テレビ朝日系列へのネットチェンジ後になって同局の人気番組「8時だョ!全員集合」の後半コントで本番組をネタにしたことがある（関西地区では毎日放送で放送）。オープニングのクレジットにはきちんと朝日放送の協力が入っていた。
- この番組のオープニングクレジット映像のバックに流れたテーマ曲は、キャンディーズが歌う「ラッキーチャンスを逃がさないで」（サブタイトルは「プロポーズ大作戦のテーマ」）である。この曲は、1978年4月にキャンディーズが解散してからも、1985年3月に番組が終了するまでの間、オープニングクレジット映像でのテーマ曲として使用された。なお、この曲はシングル化されていないが（当時は、アルバム「春一番」（シングルとしてリリースされ大ヒットした同名タイトル曲を含めたアルバム）の12曲目に収録されていた）、その後CD化された複数のベスト・アルバムに収録されている。
- 司会のきよしは、同局の「霊感ヤマカン第六感」に解答者で出演した際、霊感ゲームの問題できよしに対して「プロポーズ」が出題された。
- 同時期に放送していた同局の恋愛バラエティ番組『ラブアタック!』とは違うコンセプトで番組制作をしていた。
- 渡哲也は当番組を視聴してきよしのファンになり、渡が『ビッグショー』（NHK総合・1978年4月11日放送分）への出演を依頼された際には、当時面識のなかったきよしのゲスト出演を条件にしたという[1]。

## 番組終了後
- 番組終了から数十年経った今もなお、他のバラエティ番組にてパロディにされることも多く、同じ朝日放送制作の番組『笑いの金メダル』ではお笑い芸人と女性タレント間での「フィーリングカップル5vs5」を行いBGMも同じ物を流用していた。キー局のテレビ朝日系列の『ロンドンハーツ』のコーナー「ラブマゲドン」でも同じシステムを流用している。
- 番組終了5年後の1990年に、『合コン!合宿!解放区!』がスタートした（この番組と『ラブアタック!』のスタッフ、常連出演者が参加）。
- 日本テレビで2008年7月から9月まで放送されていたドラマ『学校じゃ教えられない!』の初回では、当番組の映像が使われていたほか、「フィーリングカップル5vs5」のコーナーのマネもしていた。
- 関西テレビの全国区バラエティ『SMAP×SMAP』において「親友フィーリングカップル」というコーナーが何回か行われていた。
- 2009年には、キリンビールのビアテイストノンアルコール飲料「FREE」のCMソングとしてこの番組のテーマをリアレンジしたものが使用されている。
- 2011年9月には、本番組をイメージした『CRびっくりぱちんこプロポーズ大作戦　あの娘のハートもキュイン2』（京楽産業.）が導入された。公式サイトやポスターには、「プロポーズ大作戦」が朝日放送の商標である旨が記されている。吉本芸人の3人（金田哲（はんにゃ）、村上健志（フルーツポンチ）、鈴木Q太郎（ハイキングウォーキング））がグラビアアイドル（小倉優子、次原かな、辰巳奈都子）を口説き落とすといった内容のものでそのほか複数の吉本芸人が出演している。
- 2014年には、当番組のテーマ曲「プロポーズ大作戦」がサントリービール「和膳」のCMで使用された[2]。
- 2017年、動画配信サイト大阪チャンネルでリバイバル番組、『プロポーズ大作戦 なにわフィーリングカップル5vs5』が公開された。司会は陣内智則と月亭八光。2019年のシーズン4まで行われた。2022年現在、シーズン3と4のみが各種動画サイトでも配信されている。

## スタッフ
- 制作: 馬場淑郎
- プロデューサー: 西村嘉郎
- ディレクター: 月村潔、小森成樹、岡野均
- 美術: 高岡慎治、國嶋芳子
- 構成: 檀上茂／山口牧生、中川正博、常盤研二、遠藤恵子、高見孔二、青木一郎、東野博昭ほか
- 音楽: キダ・タロー
- 制作協力: 大阪東通、各務プロダクション
- 制作・著作: 朝日放送[注釈 10]

## 放映ネット局
- 朝日放送（制作局、現:朝日放送テレビ）
- テレビ神奈川（TBSではネットせず、独立U局での番販ネット）→テレビ朝日（※ネット開始当初の局名はまだ「日本教育テレビ（NET）」だった。ローカル時代に移行[注釈 11]）
- 北海道放送（TBS系時代番販ネット。1973年6月2日から1974年6月22日までは土曜 13:30 - 14:00、1974年7月2日から1975年3月25日までは火曜 19:30 - 20:00にて放送）→北海道テレビ（ローカル時代は1975年4月2日から同年11月26日まで水曜 19:00 - 19:30にて放送。1975年12月2日から1985年3月26日までは同時ネット）[3]
- 青森テレビ（放送時期不詳・腸捻転ネット時代から放送）
- 岩手放送（現：IBC岩手放送）（放送時期不詳）
- 東日本放送（1975年10月 - ）
- 秋田テレビ
- 山形テレビ（ - 1980年3月）→山形放送（1980年4月 - ）
- 福島中央テレビ→福島放送（1981年10月 - ）[注釈 12]
- 山梨放送[注釈 13]
- 新潟総合テレビ→新潟放送（ - 1981年3月28日、最終回時点で土曜23:30 - 翌0:25にて放送[6][注釈 14]）→新潟総合テレビ（1981年4月13日 -[注釈 15]）→新潟テレビ21（1983年9月27日 - [注釈 16]）
- 長野放送→信越放送
- テレビ静岡（ - 1978年3月26日、終了時点で日曜13:00 - 14:00に放送[7]）→静岡けんみんテレビ（現：静岡朝日テレビ）（1978年7月 - ）
- 富山テレビ（1976年4月4日から日曜 10:00 - 10:54にて放送[8]）
- 北陸放送（土曜 13:30 - 14:25にて放送[9]）
- 福井テレビ（日曜 17:00 - 17:30（1974年時点）[10]→日曜 22:30 - 23:25（1981年時点）にて放送[11]）
- 中部日本放送（現：CBCテレビ、TBS系時代番販ネット）→名古屋テレビ
- 日本海テレビ
- 中国放送（TBS系時代番販ネット。1973年10月7日放送開始[12]。日曜18:00 - 18:30）→広島ホームテレビ（ローカル番組時代は日曜16:00 - 16:30）[13]
- テレビ山口（ - 1979年3月）→山口放送（1979年4月 - ）
- 山陽放送（TBS系時代番販ネット。土曜12:00 - 12:30）→岡山放送（放送当時の愛称はテレビ岡山）+瀬戸内海放送（ - 1979年3月）[14]→瀬戸内海放送（1979年4月 - ）
- 四国放送[注釈 17]
- 南海放送（TBS系時代から放送）[注釈 18]
- テレビ高知
- 九州朝日放送（ローカル番組時代は日曜11:00から放送）[17]
- テレビ長崎
- テレビ熊本（日曜午前に放送）
- 大分放送（TBS系時代から放送）
- 宮崎放送（放送時期不詳）
- 鹿児島テレビ（ - 1982年9月）→鹿児島放送（1982年10月 - ）
- 琉球放送（1974年10月25日に単発で放送）→ 沖縄テレビ